# 张梓琳
张梓琳（1984年3月22日—），出生于山东省威海市的一个军人家庭，在河北省石家庄市长大，后移居北京市海淀区。最初以体育特长出身，小六时被体育老师推荐到业余体校练习田径，主项是三级跳远和百米跨栏。1998年获北京市第十届运动会女子100米栏丙组冠军。毕业于北京科技大学经济管理学院工商管理专业，职业为模特。
2007年12月1日，在海南省三亚市举办的第57届世界小姐总决赛中，张梓琳代表中国摘得桂冠，她也是首位夺得世界小姐总冠军的中国选手。
她为2008年夏季奥林匹克运动会录制了歌曲，在《北京欢迎你》中有演唱出演。

## 生活
2015年12月9日，张梓琳的经纪公司确认其已怀孕，张梓琳的老公叫聂磊，是银行高管，两人于2013年在普吉岛结婚。2016年4月20日，两人生下一女。

## 作品

### 电影
| 上映时间 | 电影片名             | 角色       | 备注 |
| -------- | -------------------- | ---------- | ---- |
| 2011年   | 硬漢2奉陪到底        | 韓小恵     |      |
| 2013年   | 不二神探             | 黄飞红老婆 | 客串 |
| 2014年   | 西遊記之大闹天宫     | 女娲       |      |
| 2014年   | 分手達人             |            |      |
| 2014年   | 3D食人虫             |            |      |
| 2014年   | 我的早更女友         | 林舒儿     |      |
| 2016年   | 爱情麻辣烫之情定终身 | 陈心       |      |

## 获奖情况
- 2003年：新丝路中国模特大赛北京赛区亚军
- 2003年：新丝路中国模特大赛全国总决赛十佳
- 2006年：新丝路年度模特评比优秀职业模特
- 2006年：中国时尚奖—中国十佳职业时装模特
- 2007年：第57届世界小姐模特兒比賽冠軍
- 2007年：第57届世界小姐总决赛冠军